# Synsepalum
Synsepalum là một chi cây gỗ và cây bụi trong họ Sapotaceae, được miêu tả ở cấp chi năm 1852.
Synsepalum chứa các loài bản địa vùng đất thấp thuộc khu vực nhiệt đới ở châu Phi.

## Các loài[3]
Khoảng 29-35 loài hiện tại được công nhận, bao gồm:
1. Synsepalum afzelii - Tây Phi.
2. Synsepalum aubrevillei - Bờ Biển Ngà.
3. Synsepalum batesii - Cameroon.
4. Synsepalum bequaertii - Cộng hòa Dân chủ Congo
5. Synsepalum brenanii - Cameroon
6. Synsepalum brevipes - Châu Phi nhiệt đới.
7. Synsepalum buluensis - Gabon, Angola (tỉnh Cabinda).
8. Synsepalum carrieanum - Cộng hòa Congo
9. Synsepalum cerasiferum - Châu Phi nhiệt đới.
10. Synsepalum congolense - Cộng hòa Congo, Gabon
11. Synsepalum dulcificum - Tây và Trung Phi.
12. Synsepalum fleuryanum - Gabon.
13. Synsepalum gabonense - Gabon.
14. Synsepalum kassneri - Kenya, Mozambique, Tanzania, Zimbabwe.
15. Synsepalum lastoursvillense - Gabon.
16. Synsepalum laurentii - Cộng hòa Dân chủ Congo, Cộng hòa Trung Phi.
17. Synsepalum le-testui - Cộng hòa Congo, Gabon, Cộng hòa Trung Phi.
18. Synsepalum letouzei - Cameroon, Cộng hòa Trung Phi.
19. Synsepalum msolo - Tây và Trung Phi.
20. Synsepalum muelleri - Malawi, Mozambique.
21. Synsepalum nyangense - Gabon.
22. Synsepalum ogouense - Cộng hòa Congo, Gabon.
23. Synsepalum ovatostipulatum - Cộng hòa Dân chủ Congo.
24. Synsepalum oyemense - Cộng hòa Congo, Gabon.
25. Synsepalum passargei - Châu Phi nhiệt đới.
26. Synsepalum pobeguinianum - Tây Phi.
27. Synsepalum revolutum - Tây và Trung Phi.
28. Synsepalum seretii - Cộng hòa Congo, Cộng hòa Dân chủ Congo, Gabon.
29. Synsepalum stipulatum - Trung Phi.
30. Synsepalum subcordatum - Trung Phi.
31. Synsepalum subverticillatum - Kenya.
32. Synsepalum tomentosum - Gabon.
33. Synsepalum tsounkpe - Bờ Biển Ngà.
34. Synsepalum ulugurense - Tanzania.
35. Synsepalum zenkeri - Cộng hòa Congo, Cameroon.